# Чемпіонат Києва з «Що? Де? Коли?» у Вищій лізі
Вища ліга — київський чемпіонат з гри Що? Де? Коли?. Проводиться Київським клубом знавців.

## Регламент
Чемпіонат Києва з Що? Де? Коли? у Вищій лізі складається з 4 етапів, у яких беруть участь 12 команд. Це команди, що посіли у Чемпіонаті Києва попереднього сезону місця з першого по восьме, команди, що посіли перші 2 місця у турнірі Першої ліги попереднього сезону, а також команди, що посіли перші 2 місця у міжліговому відбірному турнірі.
За підсумками турніру Вищої ліги Чемпіонату Києва з Що? Де? Коли?:
- команда, що посіла перше місце за підсумками проведених етапів, оголошується Чемпіоном Києва з Що? Де? Коли?;
- вісім перших команд зберігають право грати у Вищій лізі Чемпіонату Києва з Що? Де? Коли? у наступному сезоні;
- дві останні команди (11-12 місця) вибувають у Першу лігу;
- команди, що посіли 9-10 місця, разом з командами, що посіли 3-4 місця за підсумками Чемпіонату Києва з Що? Де? Коли? у Першій лізі, беруть участь у міжліговому перехідному турнірі за право грати у Вищій лізі Чемпіонату Києва з Що? Де? Коли? наступного сезону.

## Історія
Нижче наводяться результати верхніх частин турнірних таблиць Вищої ліги Києва у 2003—2009 роках.

### 2003
| Місце | Команда        | Результат |
| ----- | -------------- | --------- |
| I     | Rara Avis      | 22        |
| II    | Минус один     | 20        |
| III   | Черная кошка   | 18        |
| 4     | Палата N 6     | 16        |
| 5     | Темная лошадка | 14        |
| 6     | Москито        | 12        |
| 7     | Брейн          | 10        |
| 8     | Золотой лев    | 8         |
| 9     | Брысь          | 6         |
| 10    | Бригита        | 4         |
| 11    | Левый берег    | 2         |
| 12    | НАУтилус       | 0         |

### 2004
| Місце | Команда        | Результат |
| ----- | -------------- | --------- |
| I     | Чёрная кошка   | 21        |
| II    | Тёмная лошадка | 20        |
| III   | Rara Avis      | 19        |
| 4     | Москито        | 16        |
| 5     | Минус один     | 12        |
| 6     | Брейн          | 12        |
| 7     | Дальше некуда  | 10        |
| 8     | Палата N 6     | 8         |
| 9     | Золотой лев    | 8         |
| 10    | Брысь          | 4         |
| 11    | ФПМ            | 2         |
| 12    | Чемпион        | 0         |

### 2005
| Місце | Команда          | Результат |
| ----- | ---------------- | --------- |
| I     | «МИНУС ОДИН»     | 21        |
| II    | «RARA AVIS»      | 21        |
| III   | «ЧЕРНАЯ КОШКА»   | 18        |
| 4     | «Тёмная лошадка» | 15        |
| 5     | «Дальше некуда»  | 13        |
| 6     | «Инфоком»        | 12        |
| 7     | «Золотой лев»    | 12        |
| 8     | «Комары Полесья» | 7         |
| 9     | «Левый берег»    | 6         |
| 10    | «КАРАДА»         | 5         |
| 11    | «Палата»         | 2         |
| 12    | «Брейн»          | 0         |

### 2007
| Місце | Команда        | Результат |
| ----- | -------------- | --------- |
| I     | Минус один     | 97        |
| II    | Золотой лев    | 95        |
| III   | Rara Avis      | 93        |
| 4     | Катана Оккама  | 87        |
| 5     | Дальше Некуда  | 86        |
| 6     | Комары Полесья | 84        |
| 7     | Кубик          | 70        |
| 8     | Чёрная кошка   | 67        |
| 9     | Левый берег    | 66        |
| 10    | Брысь          | 64        |
| 11    | Тёмная лошадка | 63        |
| 12    | МИФ            | 61        |

### 2008
| Місце | Команда        | Результат |
| ----- | -------------- | --------- |
| I     | Катана Оккама  | 120       |
| II    | Rara Avis      | 117       |
| III   | Золотой Лев    | 113       |
| 4     | Минус один     | 105       |
| 5     | Дальше Некуда  | 99        |
| 6     | Комары Полесья | 97        |
| 7     | Стирол         | 96        |
| 8     | КУБИК          | 84        |
| 9     | Брысь          | 81        |
| 10    | Паритет-ПГП    | 79        |
| 11    | НАУтилус       | 74        |
| 12    | Los Voladores  | 71        |

### 2009
| Місце | Команда        | Результат |
| ----- | -------------- | --------- |
| I     | Rara Avis      | 101       |
| II    | Минус один     | 90        |
| III   | Катана Оккама  | 88        |
| 4     | Золотой Лев    | 85        |
| 5     | Стирол-Фарм    | 84        |
| 6     | Дальше Некуда  | 79        |
| 7     | Комары Полесья | 77        |
| 8     | МИФ            | 75        |
| 9     | Брысь          | 73        |
| 10    | 6БК            | 62        |
| 11    | Тёмная Лошадка | 60        |
| 12    | Кубик          | 56        |

### Звідна таблиця призерів
| Сезон     | 1-е місце        | 2-е місце        | 3-є місце     |
| --------- | ---------------- | ---------------- | ------------- |
| 1998—1999 | к-да А.Бродского | Черная кошка     | Вис-мажор     |
| 1999—2000 | Темная лошадка   | Золотой лев      | Вис-мажор     |
| 2000—2001 | Кошки ДоМаЖор    | Тёмная лошадка   | Минус один    |
| 2001—2002 | Золотой лев      | к-да А.Бродского | Минус один    |
| 2002—2003 | Rara Avis        | Минус один       | Черная кошка  |
| 2003—2004 | Чёрная кошка     | Тёмная лошадка   | Rara Avis     |
| 2004—2005 | Минус один       | Rara Avis        | Чёрная кошка  |
| 2005—2006 | Rara Avis        | Золотой лев      | Чёрная кошка  |
| 2006—2007 | Минус один       | Золотой лев      | Rara Avis     |
| 2007—2008 | Катана Оккама    | Rara Avis        | Золотой Лев   |
| 2008—2009 | Rara Avis        | Минус один       | Катана Оккама |